# Eisenbahnbrücke Hattingen
Die Eisenbahnbrücke Hattingen ist eine Eisenbahnbrücke der Mittlere Ruhrtalbahn über die Ruhr zwischen dem Ortsteil Winz in Hattingen und dem Bahnhof Hattingen.
Die unterteilte Warren-Fachwerkbrücke wurde für den ersten Abschnitt der Mittleren Ruhrtalbahn von Dahlhausen (Ruhr) bis zur Henrichshütte in Welper gebaut, der 1874 eröffnet wurde.
Die Strecke wird heute von der S-Bahn, Linie S3 und von der touristisch genutzten RuhrtalBahn befahren. Die Brücke ist mit einem Steg für Fußgänger und Radfahrer ausgestattet.